# Supercoppa italiana 2005 (pallavolo maschile)
La Supercoppa italiana di pallavolo maschile 2005 si è svolta il 6 ottobre 2005: al torneo hanno partecipato due squadre di club italiane e la vittoria finale è andata per la sesta volta, la terza consecutiva, al Volley Treviso.

## Regolamento
Le squadre hanno disputato una gara unica.

## Squadre partecipanti
| Squadra | Qualificazione                                     | Ultima partecipazione    |
| ------- | -------------------------------------------------- | ------------------------ |
| Treviso | Vincitrice Serie A1 2004-2005/Coppa Italia 2004-05 | Supercoppa italiana 2004 |
| Callipo | Finalista Coppa Italia 2004-05                     | Debutto                  |

## Torneo
| 6 ottobre 2005 PalaLido, Milano Durata: 1h:23 - Spettatori: 3 540 | Treviso | 3 - 0 | Callipo | 25-17, 25-23, 27-25 |